# Stig Wernheden
Stig Henry Wernheden, född 5 september 1921 i Limhamn, Malmöhus län, död 3 november 1997 i Limhamn, var en svensk målare, grafiker och kemigraf.
Han var son till John Gotthard Wernheden och Ebba Elin Wingård och gift första gången 1946–1960 och andra gången från 1962 med redaktören Ingri Marianne Hede. Wernheden arbetade som kemigraf 1938–1950. Han studerade målning för Arwid Karlson och Helge Nielsen vid Essem-skolan i Malmö 1948–1953 och bedrev självstudier under resor till Frankrike, Jugoslavien, Spanien, Italien, Österrike och Schweiz. Hans konst består av realistiska stilleben, figurer och landskapsskildringar utförda i olja akvarell eller som trä- och linoleumsnitt som mot slutet av 1950-talet blev mer abstrakta. Separat ställde han ut på Krognoshuset i Lund, Limhamn och på Teaterhotellets galleri i Malmö. Tillsammans med Olle Hallén ställde han ut på Sturegalleriet i Stockholm och tillsammans med Per Lindblad i Köping och han medverkade i ett stort antal samlingsutställningar bland annat med Skånes konstförening i Malmö och Lund, Sveriges allmänna konstförening och Stockholmssalongerna på Liljevalchs konsthall. Han var representerad på grafiktriennalen i Grenchen 1961. Wernheden är representerad vid Moderna museet, Malmö museum, Snus- och Tändsticksmuseum, Ystads konstmuseum och i Malmö rådhus. Han är gravsatt i minneslunden på Limhamns kyrkogård.